# Rosa Passos

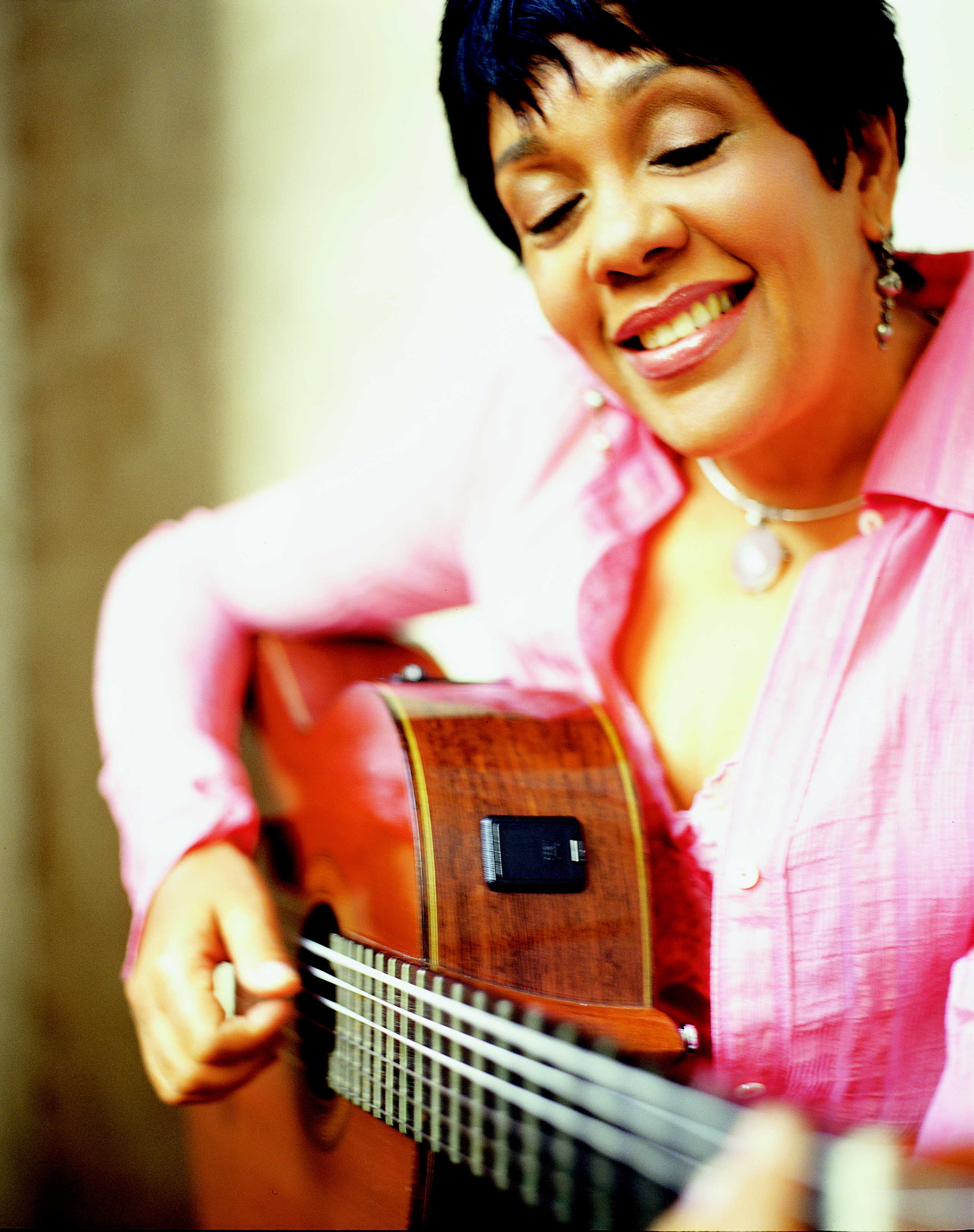
Rosa Passos (2011)

Rosa Maria Farias Passos (* 13. April 1952 in Salvador (Bahia)) ist eine brasilianische Sängerin und Gitarristin, die sich der Música Popular Brasileira (MBP) verschrieben hat, aber auch im Jazzbereich tätig ist.

## Leben und Wirken
Passos wurde von ihrem Vater früh musikalisch gefördert; ab dem vierten Lebensjahr erhielt sie Klavierunterricht. Mit elf Jahren entschied sie, nachdem sie João Gilbertos Orfeu do Carnaval und Dorival Caymmi gehört hatte, Sängerin zu werden. Weitere Einflüsse waren Ella Fitzgerald, Nina Simone, Etta James, Billie Holiday, Dinah Washington und Shirley Horn.
In den späten 1960er Jahren erschien Passos erstmals im Fernsehen und auf Musikfestivals. 1972 reichte sie anonym ihr Lied Mutilados beim  Festival Universitario ein und gewann den Kompositionswettbewerb. Ihr Debütalbum, auf dem sie mit dem Dichter Fernando de Oliveira arbeitete, entstand aber erst 1978. Acht Jahre später nahm sie Amorosa auf, ein Tributalbum an João Gilberto. In den nächsten Jahren entstanden weitere Alben mit Eigenkompositionen und Klassikern der MPB. 1999 ging sie mit Paquito D’Rivera auf Europatournee. Im Folgejahr war sie wieder in Europa und auch in Japan auf Gastspielreise. Durch ein Album mit Ron Carter wurde sie 2003 auch in Nordamerika bekannt. Ihr Album Amorosa wurde dort erstmals 2004 veröffentlicht und erreichte Platz 7 der Billboard Top World Music Albums Charts. Im Bereich des Jazz war sie zwischen 2003 und 2008 an 14 Aufnahmesitzungen beteiligt.

## Diskographie
- Recriação (1978)
- Amorosa (1986)
- Curare (1991)
- Festa (1993)
- Pano Pra Manga (1996)
- Rosa Passos/Lula Galvão Letra & Música - Ary Barroso (1997)
- O melhor de Rosa Passos (1997) (Kompilation)
- Especial Tom Jobim (1998)
- Rosa Passos Canta Antonio Carlos Jobim - 40 Anos de Bossa Nova (1998)
- Morada do Samba (1999)
- Rosa Passos Canta Caymmi (2000)
- Me and My Heart (2001)
- Eu e Meu Coração (2003)
- Azul (2002)
- Rosa Passos/Ron Carter Entre Amigos (2003)
- Amorosa (2004)
- Rosa Por Rosa (2005)
- Rosa (2006)
- Romance (2008)
- É Luxo Só (2011)
- Samba dobrado (2013)